# Palmeira de Faro

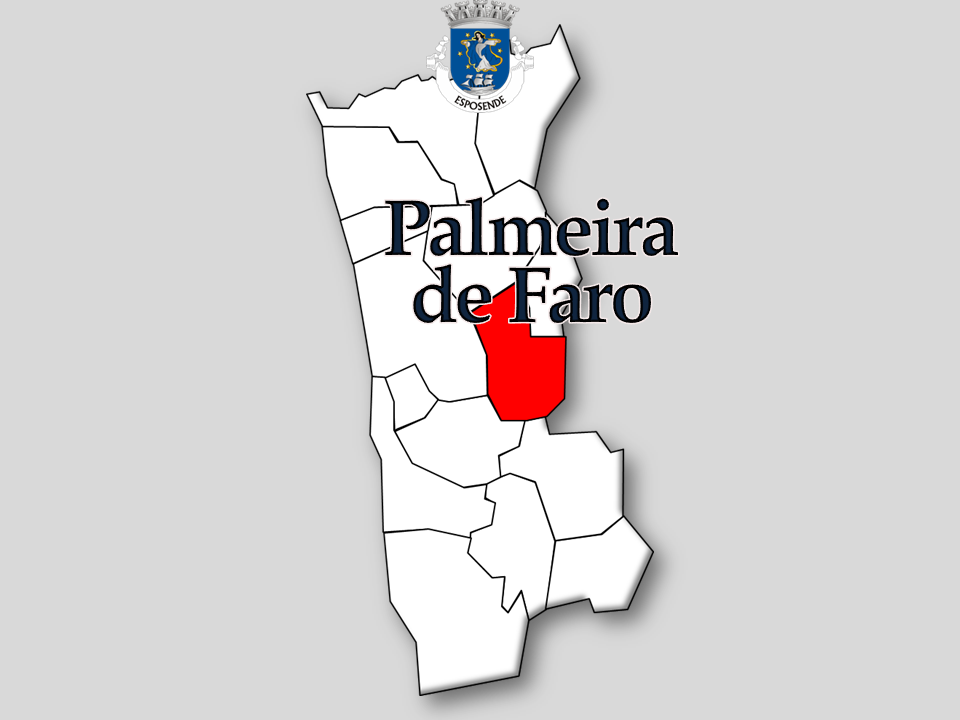
Localização da Freguesia de Palmeira de Faro no Município de Esposende

Palmeira de Faro é uma localidade portuguesa do Município de Esposende que foi sede da extinta Freguesia de Palmeira de Faro, freguesia que tinha 6,76 km² de área e 2 403 habitantes (2011), e, por isso, uma densidade populacional de 355,5 hab./km².
A Freguesia de Palmeira de Faro foi extinta em 2013, no âmbito de uma reforma administrativa nacional, para, em conjunto com a Freguesia de Curvos, formar uma nova freguesia denominada União das Freguesias de Palmeira de Faro e Curvos.
Implantada na encosta nascente do Monte do Faro e prolongando-se, por sul, até parte da encosta poente, esta localidade é caracterizada por um conjunto de elementos que lhe conferem um microclima muito próprio.
Faz fronteira com as povoações, a norte, Vila Chã, a sul, Gemeses e Gandra, a este, Curvos e Vila Cova, e, a oeste, Esposende e Marinhas.
Tendo, inicialmente, a agricultura sido a principal actividade económica (o que levou à existência de inúmeras quintas), com o desenvolvimento da indústria e a proximidade da zona industrial de Esposende, a população começou a exercer a sua actividade laboral nas várias empresas que, entretanto, se instalaram.
Os habitantes de Palmeira de Faro (palmeirenses), sempre se caracterizaram por um forte sentido de união, espírito de trabalho, solidariedade e alegria, o que se reflecte nas inúmeras manifestações culturais e desportivas e na forte actividade associativa da povoação.
Este povoado, de acordo com os últimos Censos, foi a que mais cresceu em termos populacionais nos últimos anos, o que se justifica, por um lado, pela criação de infra-estruturas que permitiram "atrair" famílias de outras freguesias e municípios vizinhos e por outro lado, pela proximidade da A28, que facilita as deslocações entre as cidades mais próximas.

## População
| População da freguesia de Palmeira de Faro (1864 – 2011) | População da freguesia de Palmeira de Faro (1864 – 2011) | População da freguesia de Palmeira de Faro (1864 – 2011) | População da freguesia de Palmeira de Faro (1864 – 2011) | População da freguesia de Palmeira de Faro (1864 – 2011) | População da freguesia de Palmeira de Faro (1864 – 2011) | População da freguesia de Palmeira de Faro (1864 – 2011) | População da freguesia de Palmeira de Faro (1864 – 2011) | População da freguesia de Palmeira de Faro (1864 – 2011) | População da freguesia de Palmeira de Faro (1864 – 2011) | População da freguesia de Palmeira de Faro (1864 – 2011) | População da freguesia de Palmeira de Faro (1864 – 2011) | População da freguesia de Palmeira de Faro (1864 – 2011) | População da freguesia de Palmeira de Faro (1864 – 2011) | População da freguesia de Palmeira de Faro (1864 – 2011) |
| -------------------------------------------------------- | -------------------------------------------------------- | -------------------------------------------------------- | -------------------------------------------------------- | -------------------------------------------------------- | -------------------------------------------------------- | -------------------------------------------------------- | -------------------------------------------------------- | -------------------------------------------------------- | -------------------------------------------------------- | -------------------------------------------------------- | -------------------------------------------------------- | -------------------------------------------------------- | -------------------------------------------------------- | -------------------------------------------------------- |
| 1864                                                     | 1878                                                     | 1890                                                     | 1900                                                     | 1911                                                     | 1920                                                     | 1930                                                     | 1940                                                     | 1950                                                     | 1960                                                     | 1970                                                     | 1981                                                     | 1991                                                     | 2001                                                     | 2011                                                     |
| 661                                                      | 725                                                      | 799                                                      | 774                                                      | 808                                                      | 736                                                      | 977                                                      | 1 032                                                    | 1 151                                                    | 1 279                                                    | 1 445                                                    | 1 808                                                    | 1 766                                                    | 2 161                                                    | 2 403                                                    |